# الرابطة الحضرية الوطنية
الرابطة الحضرية الوطنية (NUL)، هي منظمة غير حزبية تاريخية للحقوق المدنية مقرها مدينة نيويورك وتدافع عن العدالة الاقتصادية والاجتماعية للأمريكيين من أصل أفريقي وضد التمييز العنصري في الولايات المتحدة. وهي أقدم وأكبر منظمة مجتمعية من نوعها في الدولة. رئيسها الحالي هو مارك موريال.

## تاريخ

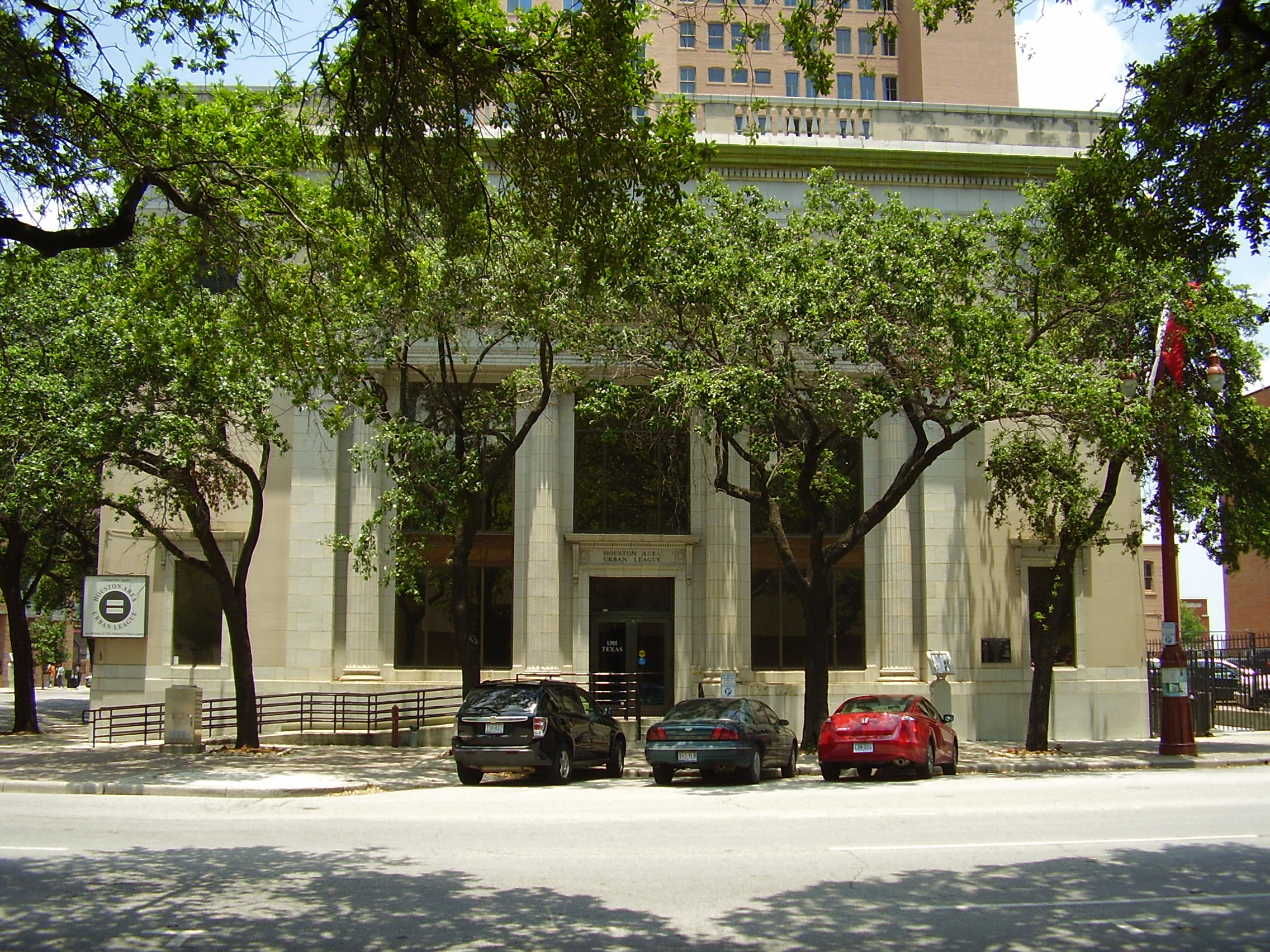
مبنى رابطة منطقة هيوستن الحضرية في وسط مدينة هيوستن

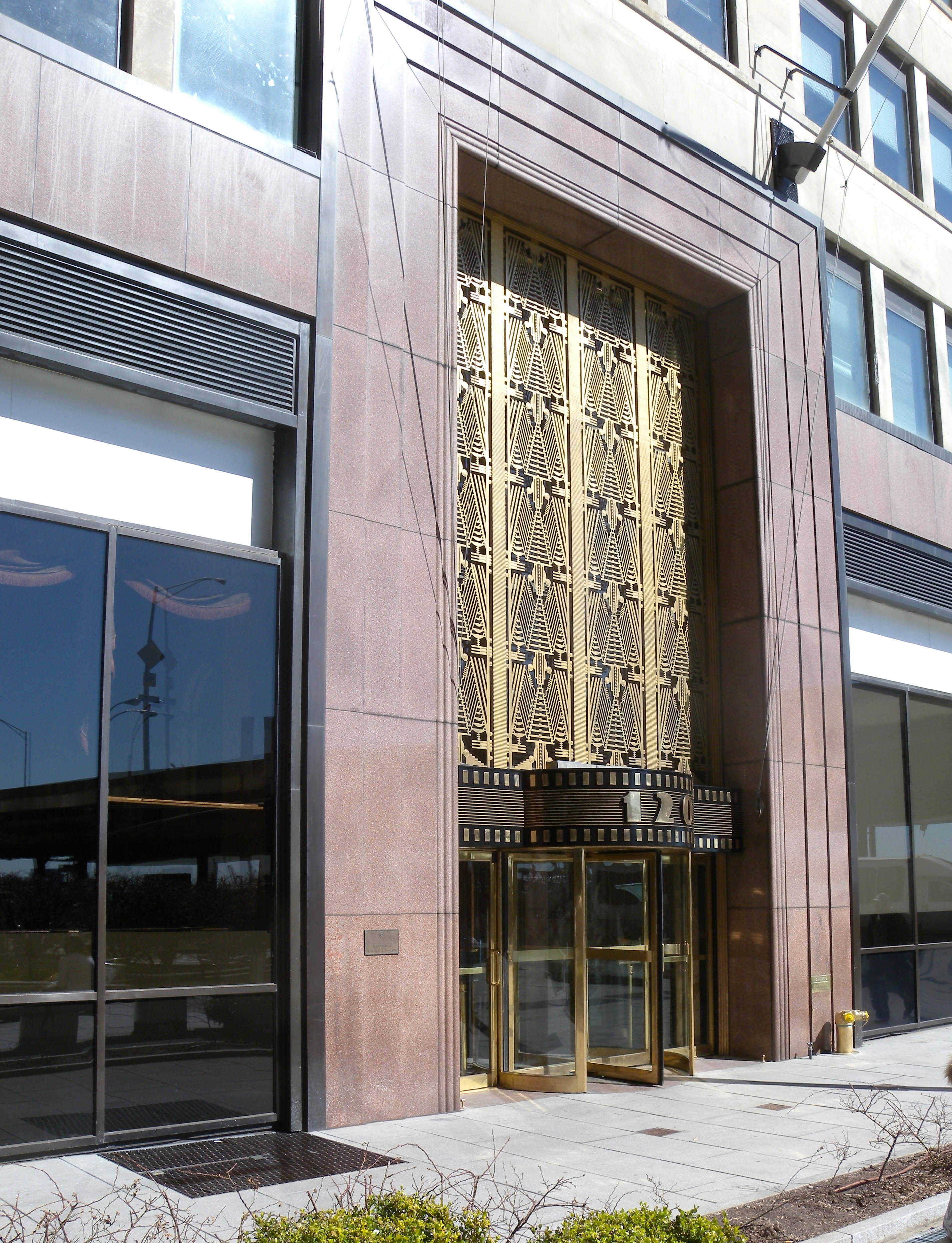
وول ستريت، نيويورك

تأسست الرابطة الحضرية الوطنية في مدينة نيويورك في 29 سبتمبر 1910، على يد روث ستانديش بالدوين والدكتور جورج إدموند هاينز، من بين آخرين. اندمجت مع الرابطة الحضرية الوطنية في نيويورك (التي تأسست في نيويورك عام 1906) والرابطة الوطنية لحماية النساء الملونات (التي تأسست عام 1905). كان هاينز أول مدير تنفيذي للمنظمة.
في عام 1918، تولى يوجين ك. جونز قيادة المنظمة. تحت قيادته، وسعت الرابطة بشكل كبير حملتها المتعددة الأوجه لكسر الحواجز أمام توظيف السود، والتي حفزتها في البداية سنوات الطفرة في عشرينيات القرن العشرين، ثم سنوات الكساد الأعظم اليائسة.
في عام 1920، اتخذت المنظمة اسمها الحالي، الرابطة الحضرية الوطنية. مهمة حركة الرابطة الحضرية، كما ذكرت الرابطة الحضرية الوطنية، هي "تمكين الأمريكيين من أصل أفريقي من تأمين الاعتماد على الذات اقتصاديًا والمساواة والقوة والحقوق المدنية". عندما وسعت المنظمة مرافقها لإجراء المزيد من الأبحاث في عام 1920، أصبحت إدارة الأبحاث الجديدة تحت إشراف ليليان أندرسون تورنر ألكسندر، ناشطة حقوق مدنية ناشئة جندها جونز.
لعب جونز دورًا مهمًا في إدارة الرئيس فرانكلين د. روزفلت، حيث أخذ إجازة من الرابطة لرئاسة وحدة وزارة التجارة لدراسة "مشاكل السود"، وعمل كجزء من مجموعة من المستشارين الأمريكيين من أصل أفريقي والمعروفين باسم " الحكومة السوداء".
في عام 1941، تم تعيين ليستر جرينجر أمينًا تنفيذيًا وقاد جهود اتحاد العمال الوطني لدعم مسيرة واشنطن التي اقترحها أ. فيليب راندولف وبايارد رستين وأيه جيه موستي للاحتجاج على التمييز العنصري في العمل الدفاعي والجيش. قبل أسبوع من الموعد المقرر للمسيرة، أصدر الرئيس روزفلت أمرًا تنفيذيًا بإنشاء لجنة ممارسات التوظيف العادلة.
في أعقاب الحرب العالمية الثانية، عاد المحاربون السود الذين حاربوا الكراهية العنصرية في الخارج إلى الولايات المتحدة عازمين على محاربتها في الداخل، مما أعطى طاقة جديدة لحركة الحقوق المدنية. مع ظهور مئات الآلاف من الوظائف الجديدة، وتحول الاقتصاد من التصنيع الصناعي إلى اقتصاد يعتمد على الخدمات ويعتمد على ذوي الياقات البيضاء، حولت الرابطة الحضرية الوطنية اهتمامها إلى وضع خريجي الجامعات والمعاهد السوداء التاريخية في مناصب مهنية.
في عام 1961، أصبحت ويتني يونج المديرة التنفيذية في خضم توسع النشاط في حركة الحقوق المدنية، الأمر الذي أثار التغيير في الرابطة. قام يونج بتوسيع قدرة الرابطة على جمع الأموال بشكل كبير وجعل الرابطة شريكًا كاملاً في حركة الحقوق المدنية.  في عام 1963، استضافت الرابطة اجتماعات التخطيط التي عقدها أ. فيليب راندولف، ومارتن لوثر كينغ الابن، وغيرهما من قادة الحقوق المدنية في مسيرة أغسطس/آب إلى واشنطن من أجل الوظائف والحرية. خلال فترة العشر سنوات التي قضاها يونج في الرابطة، بدأ برامج مثل "أكاديمية الشارع"، وهو نظام تعليمي بديل لإعداد المتسربين من المدارس الثانوية للالتحاق بالجامعة؛ و"الدفعة الجديدة"، وهي محاولة لمساعدة القادة السود المحليين على تحديد مشاكل المجتمع وحلها. وطالب يونغ أيضًا بتقديم مساعدات فيدرالية للمدن.
كان كلارنس م. بندلتون الابن، من عام 1975 إلى عام 1981، رئيسًا للرابطة الحضرية في سان دييغو، كاليفورنيا. في عام 1981، اختار الرئيس الأمريكي رونالد ريجان بندلتون رئيسًا للجنة الولايات المتحدة للحقوق المدنية، وهو المنصب الذي شغله حتى وفاته المفاجئة في عام 1988. سعى بندلتون إلى توجيه اللجنة في الاتجاه المحافظ بما يتماشى مع آراء ريغان بشأن السياسات الاجتماعية وسياسات الحقوق المدنية.
في عام 1994، عُين هيو برايس رئيسًا للرابطة الحضرية.
في عام 2003، عُين مارك موريال، عمدة نيو أورليانز في ولاية لويزيانا السابق، كالرئيس الثامن والمدير التنفيذي للدوري. عمل على إعادة تنشيط الدوائر الانتخابية المتنوعة للحركة من خلال البناء على إرث المنظمة وزيادة مكانتها.

## الحالة الحالية
اليوم، تضم الرابطة الحضرية الوطنية 92 منظمة تابعة تخدم 300 مجتمع في 36 ولاية ومنطقة كولومبيا. تقدم الرابطة الحضرية الوطنية خدمات مباشرة في مجالات التعليم والرعاية الصحية والإسكان والوظائف والعدالة، وتقدم خدمات لأكثر من 3 ملايين شخص في جميع أنحاء البلاد. كما يوجد لدى المنظمة مكتب في واشنطن يعمل بمثابة ذراعها للأبحاث والسياسات والدعوة بشأن القضايا المتعلقة بالكونجرس والإدارة.
الرابطة الحضرية الوطنية هي عضو تنظيمي في التحالف من أجل وقف العنف المسلح، الذي يدعو إلى السيطرة على الأسلحة. في عام 1989، كانت الشركة المستفيدة من جميع عائدات حركة وقف العنف وأغنيتهم المنفردة "التدمير الذاتي".
في مايو 2017، أنتجت الرابطة الحضرية الوطنية قاعة المدينة التليفزيونية لحالة أمريكا السوداء، والتي تم بثها على قناة TV One في عامي 2017 و2018.  سلطت قاعة التلفزيون الضوء على القضايا الاجتماعية المتعلقة بالأمريكيين من أصل أفريقي من خلال تنسيق المقابلات مع ضيوف من المشاهير. تم إنتاج العرض تنفيذيًا بواسطة روندا سبيرز بيل.
في فبراير 2018، أطلقت الرابطة الحضرية الوطنية بودكاست أسبوعي بعنوان "من أجل الحركة"، والذي يناقش القضايا السياسية والاجتماعية والحقوق المدنية المستمرة التي تؤثر على مجتمعات الملونين.

## حالة أمريكا السوداء
حالة أمريكا السوداء هو تقرير سنوي تنشره الرابطة.

## الرؤساء
كان رؤساء (أو المديرون التنفيذيون) للرابطة الحضرية الوطنية هم:
| الرؤساء                     | من   | ل    | خلفية                          |
| جورج ادموند هاينز           | 1910 | 1918 | عامل اجتماعي                   |
| يوجين كينكل جونز            | 1918 | 1940 | ناشط في مجال الحقوق المدنية    |
| ليستر بلاكويل جرينجر        | 1941 | 1961 | زعيم مدني                      |
| ويتني مور يونغ جونيور       | 1961 | 1971 | ناشط في مجال الحقوق المدنية    |
| فيرنون يوليون جوردان جونيور | 1971 | 1981 | محامي                          |
| جون إدوارد جاكوب            | 1982 | 1994 | ناشط في مجال الحقوق المدنية    |
| هيو برنارد برايس            | 1994 | 2002 | محامي، المدير التنفيذي للمؤسسة |
| مارك هايدل موريال           | 2003 | حاضِر | محامي                          |

## روابط خارجية
- الموقع الإلكتروني للرابطة الحضرية الوطنية
- موقع رابطة الشباب المحترفين في المناطق الحضرية الوطنية
- حالة أمريكا السوداء
- دراما إذاعية عن الهجرة الشمالية وكيف أدت إلى ولادة الدوري - " ميلاد الدوري "، عرض تقديمي من عام 1950 من Destination Freedom، كتبه ريتشارد دورهام